# Roger Duroure
Roger Duroure, né le 8 octobre 1921 au Val-d'Ajol (Vosges), mort le 31 décembre 2000 à  Dax, est un homme politique français.

## Biographie
Roger Duroure a été un responsable socialiste landais, conseiller régional d'Aquitaine (1973-1986) et conseiller général de Mimizan (1979-1985), député des Landes pendant treize ans (1973-1986). 
Parlementaire en mission auprès du Premier Ministre en 1981-1982, il avait remis un rapport sur la forêt préconisant le renforcement des liens entre la politique de la forêt et l'industrie du bois.

## Détail des fonctions et des mandats
Mandats parlementaires
- 16 septembre 1973 - 2 avril 1978 : Député de la 1re circonscription des Landes
- 19 mars 1978 - 22 mai 1981 : Député de la 1re circonscription des Landes
- 14 juin 1981 - 1er avril 1986 : Député de la 1re circonscription des Landes